# جائزة إرفين شرودنغر
جائزة إرفين شرودنغر ( الألمانية : Erwin Schrödinger-Preis ) هي جائزة سنوية تقدمها الأكاديمية النمساوية للعلوم لإنجازات مدى الحياة من قبل النمساويين في مجالات الرياضيات والعلوم الطبيعية . تأسست الجائزة في عام 1958 ، ومنحت لأول مرة إلى اسمها إروين شرودنغر .
تُمنح الجائزة وفقًا لتقدير الأكاديمية النمساوية للعلوم للباحثين المقيمين في النمسا للتميز والإنجازات في التخصصات الرياضية والعلمية بأوسع معانيها. لا تُمنح الجائزة لأعضاء الأكاديمية كاملي العضوية. 
يقام حفل توزيع الجوائز سنويًا في أكتوبر. تشمل الجائزة راتبًا سنويًا حاليًا قدره 15000 يورو ، يُدفع شهريًا.

## الفائزين بالجائزة
- 1956 اروين شرودنغر
- 1958 فيليكس ماتشاتشكي
- 1960 إريك شميد
- 1962 ماريتا بلاو
- 1963 لودفيج فلام وكارل برزيبرام
- 1964 أوتو كراتكي
- 1965 فريتز ويسلي
- 1966 جورج ستيتر
- 1967 بيرتا كارليك وجوستاف أورتنر
- 1968 هانز نووتني
- 1969 والتر ثيرينج
- 1970 إريكا كريمر
- 1971 ريتشارد بيبل
- 1972 فريتز ريجلر وبول أوربان
- 1973 هانز توبي
- 1974 أوتو هتمير وبيتر واينزيرل
- 1975 ريتشارد كيفر وإروين بلوكينجر
- 1976 هربرت و. كونيغ وفرديناند شتاينهاوزر
- 1977 فيكتور جوتمان وهيلموت راوخ
- 1978 إدموند هلوكا وجونتر بورود
- 1979 هاينز باركوس
- 1980 بيتر كلودي وقائمة هانز
- 1981 كيرت كوماريك
- 1982 أوتمار بريينينج
- 1983 جوزيف شورز وبيتر شوستر
- 1984 ليوبولد شميترير وجوزيف زيمان
- 1985 أدولف نيكيل وكارل شلول
- 1986 والتر ماجيروتو وهورست وال
- 1987 إدوين فرانز هينج وفرانز سيتلبرجر
- 1988 فولفجانج كومر وفريتز باشكي
- 1989 يوهانس بوتزل
- 1990 مانفريد دبليو بريتر وكارل كورديش
- 1991 سيجفريد ج.باور وويليبالد ريدلر
- 1992 جوزيف إف كيه هوبر وكارلهاينز سيغر
- 1993 بينو ف. لوكس وأوسكار ف
- 1994 Tilmann علامة و هايد Narnhofer
- 1995 Heinz Gamsjäger و Jürgen Hafner
- 1996 ألفريد كلويك
- 1997 فيرنر ليندنجر وتوماس شونفيلد
- 1998 بيتر زولر
- 1999 يوهان مولزر
- 2000 إريك جورنيك وهانز تروجر
- 2001 برنهارد كروتلر وسيغفريد سيلبيرهير
- 2002 إيكيهارت تيلمانس
- 2003 إروين س. هوشمير وهيلديغوندي بيزا
- 2004 أنطون ستوتز وجاكوب ينغفاسون
- 2005 فرانز ديتر فيشر ورينر كوتز
- 2006 راينر بلات
- 2007 جورج براسور وتوماس جينوين
- 2008 جورج ويك
- 2009 بيرند ماير
- 2010 والتر كوتشيرا
- 2011 غيرهارد إيه هولزابفيل [3]
- 2012 يورغن نوبليش
- 2013 نيك بارتون
- 2014 دينيس ب.بارلو
- 2015 مايكل واجنر و جيري فريمل
- 2016 Ortrun Mittelsten Scheid و Jürgen Sandkühler
- 2017 فرانشيسكا فيرلاينو
- 2018 إيلي تاناكا وبيتر جوناس
- 2019 Karlheinz Gröchenig و Karlheinz Gröchenig